# Знаменское сельское поселение (Омская область)
Знаменское сельское поселение — сельское поселение в Знаменском районе Омской области.
Административный центр — село Знаменское.

## География
Административным центром поселения является районный центр — село Знаменское, находящийся на расстоянии 351 км от Омска и связанный с ним автомобильной дорогой областного значения Знаменское — Омск.
Площадь Знаменского сельского поселения составляет 167 км² или 4,4 % от территории Знаменского муниципального района. Площадь сельскохозяйственных угодий составляет 6,9 тыс. га.

## История
Знаменское сельское поселение образовано в 2006 году.

## Административное деление
| статус  | населённый пункт | год основания |
| ------- | ---------------- | ------------- |
| село    | Зна́менское       | 1662          |
| деревня | Щербако́во        | 1776          |
| деревня | Киселёво         | 1670          |
| посёлок | Заго́тзерно       | ?             |

## Население
| 2010  | 2011  | 2012  | 2013  | 2014  | 2015  | 2016  |
| ----- | ----- | ----- | ----- | ----- | ----- | ----- |
| 5878  | ↘5856 | ↘5825 | ↘5738 | ↘5662 | ↘5643 | ↗5648 |
| 2017  | 2018  | 2019  | 2020  | 2021  | 2023  |       |
| ↗5730 | ↗5731 | ↗5762 | ↘5746 | ↘5734 | ↘5723 |       |

Национальный состав населения:
• русские — 94,9 %
• татары — 1,5 %
• немцы — 2 %
• украинцы — 0,5 %
• другие — 1,1 %

## Инфраструктура
Виды транспортного сообщения: автомобильный, речной. Протяжённость дорог составляет 62 км, из них дорог с твёрдым покрытием — 62,1 % (38,5км).